# Karl Vogler (Politiker)

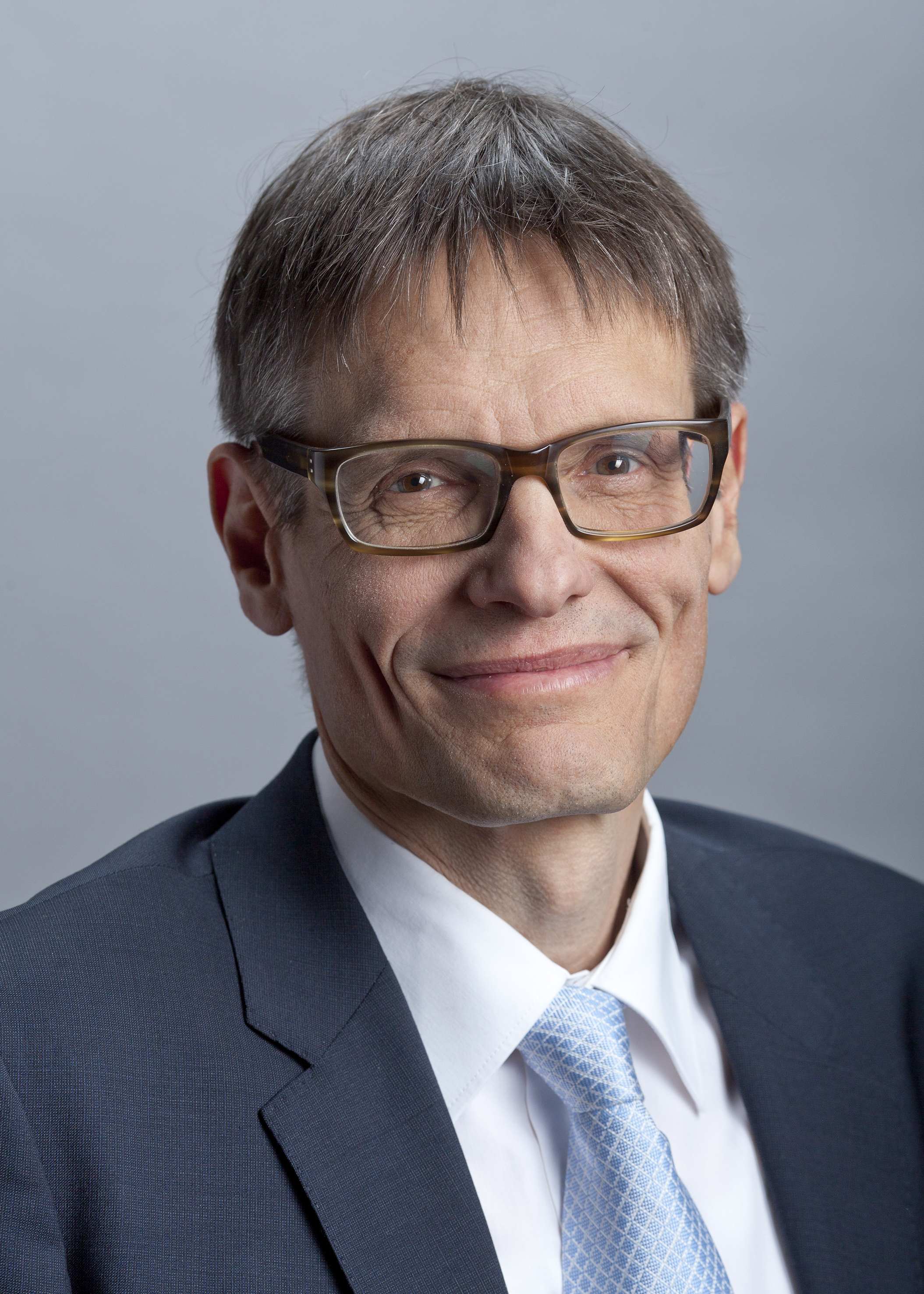
Karl Vogler (2011)

Karl Vogler (* 24. März 1956 in Sarnen) ist ein Schweizer Politiker (CSP OW). Er war von 2011 bis 2019 Nationalrat für den Kanton Obwalden.

## Leben
Vogler wuchs im Ortsteil Bürglen der Gemeinde Lungern auf einem Bauernhof auf und besuchte das Kollegium Sarnen, das er 1976 mit der Matura Typus B abschloss. Seine juristischen Studien an der Universität Freiburg im Üechtland und der Université Paris 1 Panthéon-Sorbonne schloss er 1980 mit dem Lizentiat ab. Von 1989 bis 2021 war er selbständiger Rechtsanwalt und Notar in Kerns. Seit seinem Rückzug als Anwalt und Notar arbeitet er als Bauer und übt einige wenige ausgesuchte Mandate für kulturelle oder karitative Organisationen aus.
Vogler präsidierte von 2002 bis 2009 den Kirchgemeindeverband Obwalden. Ab 2011 war er Präsident der Kirchgemeinde Lungern. Er präsidierte ebenfalls den im Oktober 2013 gegründeten Ehemaligenverein der Kantonsschule Obwalden.
Vogler ist verheiratet, hat vier erwachsene Kinder und wohnt in Bürglen.

## Politische Ämter
Vogler gehörte von 1986 bis 1990 dem Gemeinderat von Lungern an, wo er das Baudepartement leitete. Von 2002 bis 2009 war er Kantonsrat im Kanton Obwalden, ab 2006 dort Fraktionschef der CSP.
Bei den Wahlen vom 23. Oktober 2011 zum Nationalrat trat er gegen Christoph von Rotz (SVP) an. Seine Kandidatur wurde von einem überparteilichen Komitee unterstützt, dem neben seiner eigenen Partei auch die Parteien FDP, CVP, und SP angehörten. Bei der relativ hohen Stimmbeteiligung von 64,27 % gewann Karl Vogler mit 8896 Stimmen die Wahl gegenüber Christoph von Rotz mit 6739 Stimmen. Bei den Wahlen am 18. Oktober 2015 wurde er mit 9'911 Stimmen (65,5 %) wiedergewählt; sein Konkurrent Daniel Wyler (SVP) erhielt 5'227 Stimmen (34,5 %).
Bei den Parlamentswahlen vom 20. Oktober 2019 ist Vogler nicht mehr angetreten.